# Tadarida evropská
Tadarida evropská (Tadarida teniotis) je netopýr z čeledi tadaridovitých.

## Areál rozšíření
Vyskytuje se v Evropě (Itálie, Francie, Španělsko, Portugalsko) a postupně se rozšířila i do Asie (Čína, Izrael, Tunis).

## Popis
Váží kolem 50 g. Všechny tadaridy patří k nejlepším letcům, mezi netopýry, jelikož mají úzká křídla s kterými dobře manévrují. Dokáží vyletět i do značných výšek až 2000 m n. m. Živí se hmyzem. Žijí ve velkých společenstvích, jako jediní mezi netopýry nosí své mladé do odstavu na zádech (jiné druhy je odkládají nebo nosí na břiše). Délka březosti trvá cca 80 dní.